# Gynoplistia (Gynoplistia) distinctissima nigrina
Gynoplistia (Gynoplistia) distinctissima nigrina is een ondersoort van de tweevleugelige Gynoplistia (Gynoplistia) distinctissima uit de familie steltmuggen (Limoniidae). De ondersoort komt voor in het Australaziatisch gebied.